# Luebo
Luebo é uma cidade da República Democrática do Congo. Foi capital temporária da província de Cassai, sendo substituída por Chicapa. Sua população estimada para 2010 é de 40.115 habitantes.